# Schützengesellschaft (Nürnberg)
Schützengesellschaften oder Schützenvereine sind Vereinigungen zur Pflege des Schießsports. Sie haben ihren Ursprung in Städten des ausgehenden Mittelalters. Die dortigen Bürger hatten sich gegen Übergriffe umliegender Landesherren zu schützen. In Nürnberg wurde 1429 die Büchsengesellschaft zu St. Johannes gegründet. In diesem Jahr trennten sich dort die Büchsenschützen von den „Armbrustern“. Die heute noch existierende „Privilegierte Hauptschützengesellschaft“ ist eine Nachfolgeorganisation. 

## Schießhäuser

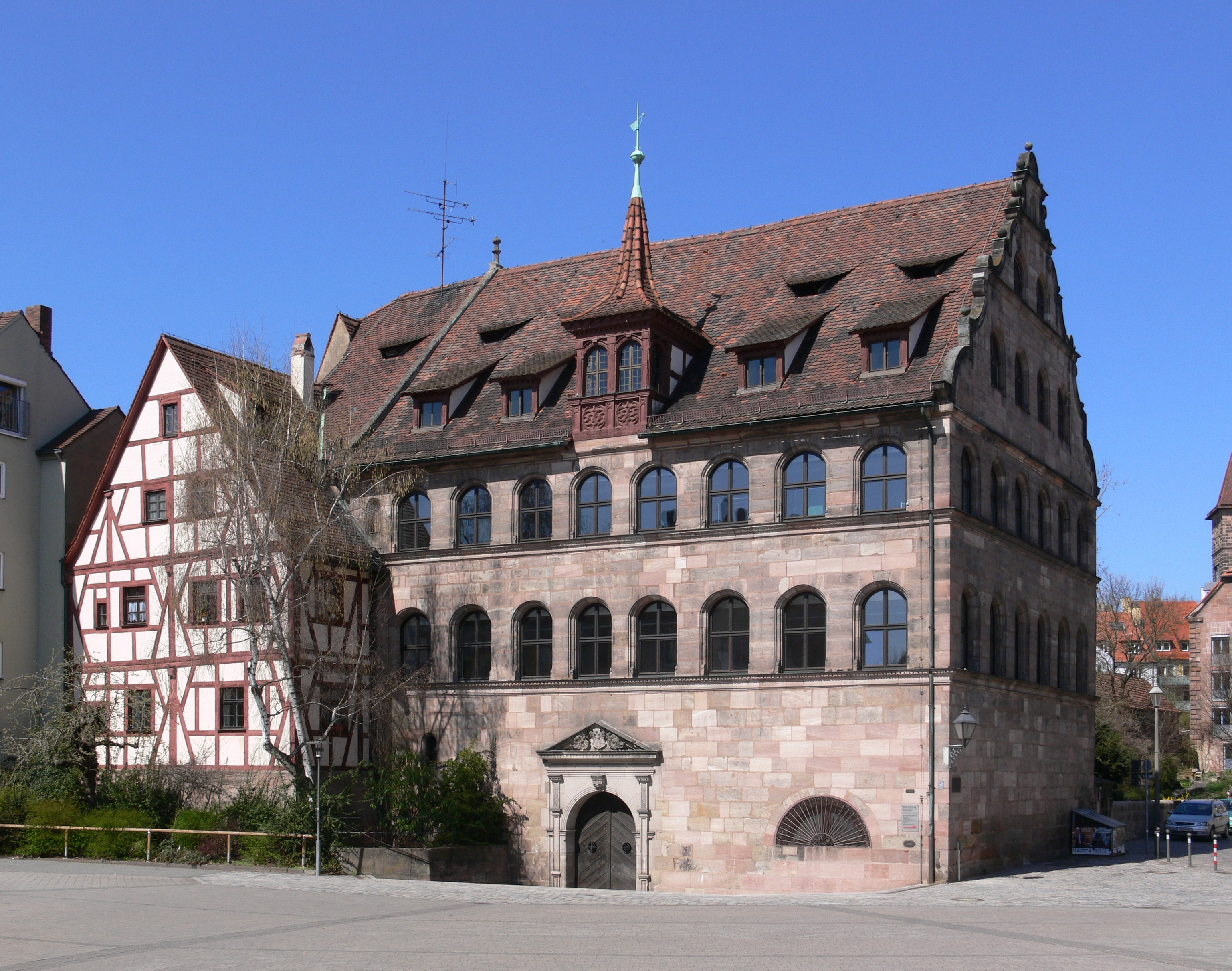
Herrenschießhaus in Nürnberg

Die Häuser der Schützengesellschaften wurden als Schießhaus bezeichnet. Die Nürnberger Privilegierte Hauptschützengesellschaft errichtete ein solches Haus 1462 beim Johannisfriedhof. 
Das Herren-Schießhaus, ein ebenfalls als Schießhaus errichteter Sandstein-Renaissancebau, steht noch heute im Stadtteil St. Sebald (Adresse: Am Sand 8). Die Pfeilerhalle im Erdgeschoss ist an einer Seite zu einem 90 m langen Schießgraben hin geöffnet. Schon im 15. Jahrhundert gab es an dieser Stelle im Mauergraben der vorletzten Stadtbefestigung einen Schießstand. Als nun die vorletzte Stadtmauer (deren Torturm, der „Laufer Torturm“ in der Nähe noch zu sehen ist) aufgegeben wurde, wurde der Graben nicht zugeschüttet, sondern weiterhin als Schießstand genutzt und überdauerte so bis heute. Das Herren-Schießhaus über dem Schießstand wurde 1582–1583 von dem Schaffhausener Baumeister Hans Dietmair errichtet und ab 1808 als Militärspital, ab 1905 als Schulbau genutzt.